# Stanisław Jerszyński
Stanisław Jerszyński (ur. 30 kwietnia 1889, zm. 10 września 1914 pod Verdun) – uczestnik strajku dzieci wrzesińskich.

## Życiorys
Syn Jana i Anny z domu Lewandowicz. Uczeń Katolickiej Szkoły Ludowej we Wrześni. Brał udział w strajku szkolnym w 1901. Od 1907 uczęszczał do gimnazjum w Gnieźnie. Po małej maturze rozpoczął pracę w „Rolniku” w Sierakowie, następnie w „Rolniku” w Szamotułach jako sekretarz księgowego i skarbnika.
Na początku I wojny światowej został zmobilizowany do armii pruskiej. Zginął 10 września 1914 pod Verdun.